# Buffalo Springfield Again
Buffalo Springfield Again je druhé studiové album americké folkrockové skupiny Buffalo Springfield, původně vydané v říjnu 1967 u vydavatelství Atco Records. Písně byly nahrány v rozmezí ledna a září 1967 v několika různých studiích. Producenty alba byli členové skupiny Richie Furay, Stephen Stills a Neil Young spolu s Jackem Nitzschem.

## Seznam skladeb
| Pořadí | Název                   | Autor          | Délka |
| ------ | ----------------------- | -------------- | ----- |
| 1.     | Mr. Soul                | Neil Young     | 2:48  |
| 2.     | A Child's Claim to Fame | Richie Furay   | 2:09  |
| 3.     | Everydays               | Stephen Stills | 2:38  |
| 4.     | Expecting to Fly        | Young          | 3:39  |
| 5.     | Bluebird                | Stills         | 4:28  |
| 6.     | Hung Upside Down        | Stills         | 3:24  |
| 7.     | Sad Memory              | Furay          | 3:00  |
| 8.     | Good Time Boy           | Furay          | 2:11  |
| 9.     | Rock & Roll Woman       | Stills         | 2:44  |
| 10.    | Broken Arrow            | Young          | 6:11  |

## Obsazení
Buffalo Springfield
- Stephen Stills – varhany, kytara, klavír, klávesy, zpěv
- Neil Young – kytara, harmonika, zpěv
- Richie Furay – kytara, zpěv
- Dewey Martin – bicí, zpěv
- Bruce Palmer – baskytara

Ostatní hudebníci
- Norris Badeaux – barytonsaxofon
- Hal Blaine – bicí
- Merry Clayton – zpěv
- James Burton – dobro, kytara
- Charlie Chin – banjo
- David Crosby – doprovodný zpěv
- Jim Fielder – baskytara
- Jim Gordon – bicí
- Doug Hastings – kytara
- Brenda Holloway – zpěv
- Patrice Holloway – zpěv
- Jim Horn – klarinet
- Gloria Jones – zpěv
- Carol Kaye – baskytara
- Shirley Matthews – zpěv
- Harvey Newmark – baskytara
- Gracia Nitzsche – zpěv
- Jack Nitzsche – elektrické piano
- Don Randi – klavír, cembalo
- Chris Sarns – kytara
- Russ Titelman – kytara
- Bobby West – baskytara